# Mondial Australian Women's Hardcourts 2006
Mondial Australian Women's Hardcourts 2006 — жіночий тенісний турнір, що проходив на відкритих кортах з твердим покриттям у Голд-Кост (Австралія). Це був 10-й за ліком Mondial Australian Women's Hardcourts. Належав до турнірів 3-ї категорії в рамках Туру WTA 2006. Тривав з 1 до 7 січня 2006 року. Несіяна Луціє Шафарова здобула титул в одиночному розряді й отримала 28 тис. доларів США.

## Учасниці

### Сіяні учасниці
| Країна    | Гравчиня                | Рейтинг | Сіяна |
| --------- | ----------------------- | ------- | ----- |
| Швейцарія | Патті Шнідер            | 7       | 1     |
| Італія    | Франческа Ск'явоне      | 15      | 2     |
| Росія     | Дінара Сафіна           | 20      | 3     |
| Італія    | Флавія Пеннетта         | 22      | 4     |
| Франція   | Татьяна Головін         | 24      | 5     |
| Японія    | Ай Суґіяма              | 26      | 6     |
| Чехія     | Клара Коукалова         | 29      | 7     |
| Іспанія   | Анабель Медіна Гаррігес | 32      | 8     |

- Рейтинг подано станом на 19 грудня 2005.

### Інші учасниці
Нижче наведено учасниць, які отримали вайлдкард на участь в основній сітці:
- Софі Фергюсон
- Ніколь Пратт
- Мартіна Хінгіс

Нижче наведено гравчинь, які пробились в основну сітку через стадію кваліфікації:
- Анджела Гейнс
- Ярміла Ґайдошова
- Сунь Тяньтянь
- Юань Мен

## Фінальна частина

### Одиночний розряд
Луціє Шафарова —  Флавія Пеннетта, 6–3, 6–4

### Парний розряд
Дінара Сафіна /  Меган Шонессі —  Кара Блек /  Ренне Стаббс, 6–2, 6–3